# Zrnowci
Zrnowci (mac. Зрновци) – wieś we wschodniej Macedonii Północnej. Ośrodek administracyjny gminy Zrnowci. W 2002 roku 99,81% mieszkańców stanowili Macedończycy.